# رونالد روبرتسون
رونالد روبرتسون (بالإنجليزية: Ronald Robertson)‏ هو متزلج فني أمريكي، ولد في 25 سبتمبر 1937 في براكنريدغ في الولايات المتحدة، وتوفي في 4 فبراير 2000 في فوونتين فالي في الولايات المتحدة.

## وصلات خارجية
- رونالد روبرتسون على موقع أوليمبيديا (الإنجليزية)